# Christian Maggio
Christian Maggio (nascut a Montecchio Maggiore, Província de Vicenza, Itàlia, l'11 de febrer de 1982), és un futbolista italià. Juga de centrecampista i el seu actual equip és la SSC Napoli de la Serie A d'Itàlia.

## Trajectòria
Maggio es va formar al planter del Vicenza Calcio i la temporada 2000-01 va debutar amb el primer equip, jugant sis partits a la Serie A. Després de romandre durant dues temporades amb el Vicenza a la Serie B, el juliol de 2003 va ser transferit a l'AC Fiorentina, que també militava a la segona divisió. El gener de 2006 va ser cedit al Treviso i el juliol del mateix any a la Sampdoria. La temporada 2007-08 Maggio es va quedar al club genovès, jugant amb regularitat i marcant 9 gols. L'11 de juliol del 2008 va signar amb la SSC Napoli per 8 milions d'euros.

## Internacional
Ha estat internacional amb la selecció de futbol d'Itàlia en 5 ocasions. va debutar el 19 de novembre del 2008, en un partit amistós davant la selecció de Grècia que va finalitzar amb marcador d'1 a 1.

## Clubs
| Club           | País   | Any         |
| -------------- | ------ | ----------- |
| Vicenza Calcio | Italia | 2000 - 2003 |
| ACF Fiorentina | Itàlia | 2003 - 2006 |
| Treviso FC     | Italia | 2006        |
| UC Sampdoria   | Itàlia | 2006 - 2008 |
| SSC Napoli     | Itàlia | 2008        |